# Keigo Higashi
Keigo Higashi (jap. 東 慶悟 Higashi Keigo; ur. 20 lipca 1990) – japoński piłkarz. Obecnie występuje w FC Tokyo.

## Kariera klubowa
Od 2009 roku występował w klubach Oita Trinita, Omiya Ardija i FC Tokyo.

## Kariera reprezentacyjna
Został powołany do kadry na Igrzyska Olimpijskie w 2012 roku.